# Super Division
Die Super Division, nach ihrem Sponsor auch MTN/FAZ Super Division genannt, vormals auch Premier League, ist die höchste Fußballklasse Sambias. Die Liga wurde 1962 gegründet.

## Vereine 2021/22
- Red Arrows FC (Lusaka)
- ZESCO United (Ndola)
- Green Eagles FC (Choma)
- Nkana FC (Kitwe)
- Power Dynamos (Kitwe)
- Zanaco FC (Lusaka)
- Kansanshi Dynamos (Solwezi)
- Kabwe Warriors (Kabwe)
- Prison Leopards FC (Kabwe)
- Buildcon FC (Ndola)
- Forest Rangers (Ndola)
- Green Buffaloes (Lusaka)
- Nkwazi FC (Lusaka)
- Chambishi FC (Chambishi)
- Lusaka Dynamos (Lusaka)
- Kafue Celtic FC (Kafue)
- Indeni FC (Ndola)
- Konkola Blades FC (Chililabombwe)

## Bisherige Meister
- 1962: Roan United FC
- 1963: Mufulira Wanderers FC
- 1964: City of Lusaka FC
- 1965: Mufulira Wanderers FC
- 1966: Mufulira Wanderers FC
- 1967: Mufulira Wanderers FC
- 1968: Kabwe Warriors
- 1969: Mufulira Wanderers FC
- 1970: Kabwe Warriors
- 1971: Kabwe Warriors
- 1972: Kabwe Warriors
- 1973: Zambian Army
- 1974: Zambian Army
- 1975: Green Buffaloes
- 1976: Mufulira Wanderers FC
- 1977: Green Buffaloes
- 1978: Mufulira Wanderers FC
- 1979: Green Buffaloes
- 1980: Nchanga Rangers FC
- 1981: Green Buffaloes
- 1982: Nkana FC
- 1983: Nkana FC
- 1984: Power Dynamos
- 1985: Nkana FC
- 1986: Nkana FC
- 1987: Kabwe Warriors
- 1988: Nkana FC
- 1989: Nkana FC
- 1990: Nkana FC
- 1991: Power Dynamos
- 1992: Nkana FC
- 1993: Nkana FC
- 1994: Power Dynamos
- 1995: Mufulira Wanderers FC
- 1996: Mufulira Wanderers FC
- 1997: Mufulira Wanderers FC
- 1998: Nchanga Rangers FC
- 1999: Nkana FC
- 2000: Power Dynamos
- 2001: Nkana FC
- 2002: Zanaco FC
- 2003: Zanaco FC
- 2004: Red Arrows FC
- 2005: Zanaco FC
- 2006: Zanaco FC
- 2007: ZESCO United
- 2008: ZESCO United
- 2009: Zanaco FC
- 2010: ZESCO United
- 2011: Power Dynamos
- 2012: Zanaco FC
- 2013: Nkana FC
- 2014: ZESCO United
- 2015: ZESCO United
- 2016: Zanaco FC
- 2017: ZESCO United
- 2018: ZESCO United
- 2019: ZESCO United
- 2020: Nkana FC
- 2020/21: ZESCO United
- 2021/22: Red Arrows FC
- 2022/23: Power Dynamos
- 2023/24: Red Arrows FC
- 2024/25: Power Dynamos

## Titel nach Verein
|     | Verein                | Meisterschaften |
| --- | --------------------- | --------------- |
| 1.  | Nkana FC              | 13              |
| 2.  | Mufulira Wanderers FC | 9               |
| 2.  | ZESCO United          | 9               |
| 4.  | Power Dynamos         | 8               |
| 5.  | Zanaco FC             | 7               |
| 6.  | Green Buffaloes       | 6               |
| 7.  | Kabwe Warriors        | 5               |
| 8.  | Red Arrows FC         | 3               |
| 9.  | Nchanga Rangers       | 2               |
| 10. | City of Lusaka FC     | 1               |
| 10. | Roan United           | 1               |